# Eunidia ghanaensis
Eunidia ghanaensis är en skalbaggsart som beskrevs av Stefan von Breuning 1977. Eunidia ghanaensis ingår i släktet Eunidia och familjen långhorningar.
Artens utbredningsområde är Ghana. Inga underarter finns listade i Catalogue of Life.